# Pfäfflinger Wiesen und Riedgraben bei Laub
Pfäfflinger Wiesen und Riedgraben bei Laub este o arie protejată (arie specială de conservare — SAC, sit de importanță comunitară — SCI) din Germania întinsă pe o suprafață de 266,47 ha, integral pe uscat.

## Localizare
Centrul sitului Pfäfflinger Wiesen und Riedgraben bei Laub este situat la coordonatele 48°54′17″N 10°35′17″E / 48.9047°N 10.5881°E.

## Înființare
Situl Pfäfflinger Wiesen und Riedgraben bei Laub a fost declarat sit de importanță comunitară în noiembrie 2004 pentru a proteja 2 specii de animale. Situl a fost protejat și ca arie specială de conservare în aprilie 2016.

## Biodiversitate
Situată în ecoregiunea continentală, aria protejată conține 4 habitate naturale: Pajiști cu Molinia pe soluri calcaroase, turboase sau argilos-nămoloase (Molinion caeruleae), Liziere de ierburi înalte hidrofile de câmpie și de nivel montan până la alpin, Pajiști aluvionare inundabile, de Cnidion dubii, Fânețe de joasă altitudine (Alopecurus pratensis, Sanguisorba officinalis).
La baza desemnării sitului se află mai multe specii protejate:
- mamifere (1): castor (Castor fiber)
- nevertebrate (1): phengaris nausithous (Maculinea nausithous)